# Chris Kattan
Christopher Lee "Chris" Kattan (n. 19 octombrie 1970, Sherman Oaks, California) este un actor american și comic.

## Filmografie
- Saturday Night Live (TV) (1996–2003)
- Grace Under Fire (TV) (1996)
- A Night at the Roxbury (1998)
- House on Haunted Hill (1999)
- Any Given Wednesday (2000)
- Corky Romano (2001)
- Monkeybone (2001)
- Undercover Brother (2002)
- Enough About Me (TV) (2005)
- Adam & Steve (2005)
- Santa's Slay (2005)
- Inked (TV) (2005)
- Totally Awesome (TV) (2006)
- Two Dreadful Children (voice) (2007)
- Aqua Teen Hunger Force Colon Movie Film for Theaters (voce) (2007)
- Crăciun în Țara Minunilor (2007)
- Sunset Tan (2007)
- Superbad (scenă ștearsă) (2007)
- Nancy Drew (2007)
- Undead or Alive (2007)
- Delgo (voce) (2008)
- Foodfight! (voce)
- Tanner Hall (2008)
- Hollywood & Wine (2009)
- Bollywood Hero (TV) (2009)
- The Middle (TV) (2009-prezent)
- How I Met Your Mother (TV) (2009)
- The Last Film Festival (2010)
- Late Night with Jimmy Fallon (2011)